# Parafia Narodzenia Najświętszej Maryi Panny w Widzach
Parafia Narodzenia Najświętszej Maryi Panny w Widzach (biał. Парафія Нараджэння Найсвяцейшай Панны Марыі y Відзах) – parafia rzymskokatolicka w Widzach. Jest siedzibą dekanatu widzkiego diecezji witebskiej. Została utworzona w XV wieku.

## Historia
Pierwszy kościół rzymskokatolicki w Widzach został wzniesiony w 1481 roku przez synów jednego z założycieli miasteczka – Cwietka i Hanusza Dowgirdowiczów. Ufundowano drewniany kościół Narodzenia NMP i klasztor dla bernardynów z Wilna. W 1498 roku parafię uposażył bp Wojciech Tabor. W 1517 roku parafia stanowiła część uposażenia biskupów wileńskich, tzw. „dobra stołowe”. W 1524 roku miasteczko wraz z dobrami kościelnymi zostało sprzedane wojewodzie wileńskiemu Olbrachtowi Gasztołdowi. Podczas wojen moskiewskich w 1656 roku zniszczenia nie ominęły kościoła. W 1744 roku parafia leżała w dekanacie brasławskim diecezji wileńskiej. Posiadała filialne kościoły w miejscowościach: Mejkszty, Przydrujsk, Hryszkowszczyzna, oraz kaplice w miejscowościach: Widze, Macelewicze, Stołpowszczyzna, Jursze, Buczany, Podruksza, Podzisna, Janowo, Nowy Dwór. 
W połowie XVIII w. założono kościół i szkołę jezuitów. W latach 1754–63 przy kościele parafialnym pracowało trzech misjonarzy jezuickich. Od XVIII w. parafia leżała w diecezji żmudzkiej. Podczas pogrzebu generała majora Tomasza Wawrzeckiego w 1816 roku miała miejsce manifestacja patriotyczna. W 1860 roku w Widzach mieszkało 3498 katolików. Podczas powstania styczniowego proboszcz ks. Antoni Juzumowicz od 28 lipca 1863 roku był pod ścisłą obserwacją policji, następnie został aresztowany i zesłany. W 1867 roku władze rosyjskie rozebrały splądrowany kościół jezuitów.
W 1872 roku staraniem parafian powiększono świątynię. W 1879 roku parafia leżała w dekanacie nowo-aleksandrowskim diecezji telszańskiej. Liczyła 12992 wiernych, posiadała kaplice w Gryszkowiczach (Hryszkowszczyźnie) oraz drewnianą Ukrzyżowania Pana Jezusa w Widzach, ufundowaną przez Aleksandrowicza.
Na początku XX w. parafia leżała w diecezji żmudzkiej. Stara drewniana świątynia była zbyt mała na potrzeby parafii, która należała do największych w guberni kowieńskiej. Obecny, neogotycki kościół św. Trójcy zbudowano z czerwonej cegły w latach 1909-14. Działania wojenne lat 1915-18 zniszczyły świątynię; została odbudowana w latach dwudziestych. W latach 1925–89 parafia leżała w archidiecezji wileńskiej. W 1930 parafia liczyła 9825 wiernych, w 1939 - 12062. 

### II wojna światowa
W 1939 roku odebrano parafii budynek plebanii. W czerwcu 1938 roku wikariuszem został ks. Stanisław Matyszczyk. W 1940 nałożono na niego podatek dochodowy w wysokości 106 tysięcy rubli z obowiązkiem zapłaty do 15 sierpnia. Gdy ksiądz odmówił, skonfiskowano jego mienie. W czerwcu 1941 r. został aresztowany przez NKWD i wywieziony do więzienia w Wilejce. Pod koniec czerwca, podczas ewakuacji więzienia został rozstrzelany.
Podczas ofensywy Armii Czerwonej w 1944 roku kościół został mocno uszkodzony. 

### Okres powojenny
W 1945 roku proboszczem został wcześniejszy wikariusz ks. Albert Nowicki, który w trudnych warunkach, wspólnie z wiernymi rozpoczął odbudowę kościoła. Nie dokończył jej, ponieważ w grudniu 1949 roku został aresztowany przez NKWD i zesłany do łagru.
W 1950 roku władze odebrały wiernym kościół, który był odtąd używany jako magazyn lnu. W 1953 roku parafianie bezskutecznie domagali się zwrotu budynku, w 1959 udali się w tej sprawie do Mińska i Moskwy. Kościół przerobiono na halę sportową brasławskiej szkoły mechaniki. 

### Obecnie
Świątynię odzyskano w 1989 roku. Została odbudowana przez ks. Kazimierza Gwozdowicza i rekonsekrowana w 1994 roku przez ks. abp. Kazimierza Świątka. Od 1989 roku parafia leżała w diecezji mińskiej, następnie do 1999 r. w archidiecezji mińsko-mohylewskiej. Parafia posiada kaplicę we wsi Buczany.
W Widzach istniał również kościół jezuitów pw. Narodzenia NMP, klasztor i szkoła, ufundowane przez Antoniego Wawrzeckiego w 1754 roku. Zostały zniszczone przez jego syna Aleksandra i rozebrane po kasacie zakonu w 1867. Od 1676 istniał klasztor kanoników regularnych, którzy prowadzili szkołę. Został skasowany po powstaniu listopadowym 6 sierpnia 1832.

## Obszar
W 2004 roku na terenie parafii znajdowały się miejscowości: Widze, Aszkaragi, Błażyszki, Biciuny, Buczany, Czarny Zaścianek, Ejćmiany, Górele, Grusztaliszki, Hermanowszczyzna, Karpiszki, Jakszty, Klipy, Łajbuny, Majoryszki, Nowa Wieś, Pakulnia, Sekły, Wajniuny, Żałabiszki, Żdaczeli, Maniuki, Biały Zaścianek, Nowinka, Podruksza, Rawkieta, Widziszki, Leampol, Widze Łowczyńskie, Trabszy, Buczany, Koziany, Morozówka, Dubrówka, Stawrowo, Pasternaki, Badziuny, Czarnoziemie, Niewierańce, Hakjany, Sawejki. 

## Proboszczowie parafii
| imię i nazwisko           | daty urzędowania |
| ------------------------- | ---------------- |
| Ks. Paweł Maliszewski     | 1601             |
| Ks. Narbutowicz           | 1717             |
| Ks. Donat                 | 1729             |
| Ks. Benedykt Makowelski   |                  |
| Ks. Tomasz Zdanowicz      |                  |
| Ks. Antoni Kruszewski     | 1784             |
| Ks. Brokard Rymowicz OCD  | 1790             |
| Ks. Franciszek Stecewicz  | 1797             |
| Ks. Kazimierz Stabrowski  | 1797 – 1808      |
| Ks. Kazimierz Zabłocki    | 1808             |
| Ks. Klemens Zabłocki      | 1813 – 1816      |
| Ks. Adam Dmochowski       | 1830             |
| Ks. Antoni Wiskit         | 1840             |
| Ks. Tadeusz Karło         | 1846 – 1848      |
| Ks. Antoni Juzumowicz     | 1861 – 1864      |
| Ks. Franciszek Landsberg  | 1865 – 1889      |
| Ks. Pacewicz              | 1889             |
| Ks. Aleksander Rodowicz   | 1895             |
| Ks. Słapszis              | 1925 – 1926      |
| Ks. Dominik Amankowicz    | 1926 – 1943      |
| Ks. Stanisław Szczemirski | 1943 – 1945      |
| Ks. Zenon Giriat          | 1945             |
| Ks. Albert Nowicki        | 1949 – 1950      |
| Ks. Piotr Ulicki          | 1989 – 1992      |
| Ks. Kazimierz Gwozdowicz  | 1995 – 2000      |
| Ks. Alfred Piechota MS    | 2000 –           |